# Julius Dedekind
Julius Levin Ulrich Dedekind (* 11. Juli 1795 in Holzminden; † 2. August 1872 in Braunschweig) war ein deutscher Jurist. Er lehrte von 1822 bis 1872 am Braunschweiger Collegium Carolinum, dessen Entwicklung er erheblich mitbestimmte.

## Leben und Werk
Der Sohn des Arztes Johann Julius Wilhelm Dedekind (1742–1799) besuchte bis 1816 das Gymnasium in Holzminden. Anschließend studierte er Rechtswissenschaft in Göttingen, erhielt 1819 einen juristischen Preis und wurde 1820 zum Dr. jur. promoviert. Im selben Jahr wurde er Privatdozent an der dortigen juristischen Fakultät, wo er für die in Göttingen studierenden Braunschweiger Vorlesungen über das Landrecht und die Geschichte des Herzogtums hielt.

### Tätigkeit in Braunschweig
Dedekind folgte einem Ruf an das Braunschweiger Collegium Carolinum, wo er am 26. April 1822  als Nachfolger des 1821 verstorbenen Johann Gottlieb Gerhard Buhle zum Lehrer der Rechtswissenschaft berufen wurde. Im Jahre 1823 wurde er zum ordentlichen Professor und zum Syndikus ernannt. Er hielt 50 Jahre hindurch Vorlesungen über verschiedene Materien der Rechtswissenschaft, über Statistik, Handelsgeographie, Nationalökonomie und Geschichte. Im Jahre 1825 wurde er zusätzlich Lehrer der Militärgeographie und Geschichte an der neu errichteten Kadettenanstalt in Braunschweig. Nach der Reform des Collegium Carolinum wurde Dedekind 1835 zum Vorstand der merkantilistischen Abteilung ernannt, die 1862 geschlossen wurde. Seit 1838 war er auch als Direktor des Herzoglichen Intelligenz-Kontors und Mitglied der Kommission zur Prüfung der Kandidaten des höheren Schulamts tätig. Er wurde 1836 zum Hofrat und am 25. April 1871 zum geheimen Hofrat ernannt. Am 26. April 1872, dem Tag seines 50-jährigen Jubiläums als Lehrer am Collegium Carolinum, erhielt er das Commandeurkreuz des Ordens Heinrichs des Löwen. Er starb am 2. August 1872 in Braunschweig.

### Familie
Dedekind war seit 1824 verheiratet mit Caroline Marie Henriette, geb. Emperius (1799–1882), Tochter des Braunschweiger Hochschullehrers Johann Ferdinand Friedrich Emperius. Den 1825 und 1827 geborenen Töchtern Julie und Mathilde folgten 1829 der ältere Sohn und spätere Jurist Adolf Dedekind und 1831 der Mathematiker Richard Dedekind.

## Schriften (Auswahl)
- Wie nach den Gesetzen und Sitten der Deutschen in der älteren und mittleren Zeit die Succession nach dem Rechte der Cognation übertragen sei. (Preisschrift) 1819.
- Abriß einer Geschichte der Quellen des Wechselrechts und seiner Bearbeitung in sämmtlichen Staaten Europa’s. Braunschweig 1846.
- Grundzüge der Geschichte des Landes und der Landwirthschaft des Herzogthums Braunschweig. Braunschweig 1858.
- Scheverlingenburg und Walle. Ein Beitrag zur Geschichte welfischer Allodien und Stiftungen. Braunschweig 1856.
- Geschichte der deutschen Landwirtschaft.